# ولیمیر سومبولاتس
ولیمیر سومبولاتس (انگلیسی: Velimir Sombolac; ۲۷ فوریهٔ ۱۹۳۹ – ۲۲ مهٔ ۲۰۱۶) بازیکن و مربی فوتبال صرب‌تبار اهل یوگسلاوی بود.
از باشگاه‌هایی که در آن بازی کرده‌است می‌توان به باشگاه فوتبال بوراتس بانیا لوکا و باشگاه فوتبال پارتیزان اشاره کرد.
وی همچنین در تیم‌های ملی فوتبال زیر ۲۱ سال یوگسلاوی، المپیک یوگسلاوی و یوگسلاوی بازی کرده‌است.
وی در مسابقات کشوری و بین‌المللی در مجموع برندهٔ ۱ مدال طلا شده‌است.